# 創造錬金術師は自由を謳歌する 故郷を追放されたら、魔王のお膝元で超絶効果のマジックアイテム作り放題になりました
『創造錬金術師は自由を謳歌する 故郷を追放されたら、魔王のお膝元で超絶効果のマジックアイテム作り放題になりました』（そうぞうれんきんじゅつしはじゆうをおうかする こきょうをついほうされたら、まおうのおひざもとでちょうぜつこうかのマジックアイテムつくりほうだいになりました）は、千月さかきによる日本のライトノベル。元は小説家になろうとカクヨムに2020年7月から2023年10月まで連載されていたオンライン小説で、カドカワBOOKS（KADOKAWA）より2021年5月から書籍化刊行されている。書籍版のイラスト担当はかぼちゃ。
オンライン小説版の題名は当初『弱者と呼ばれて帝国を追放されたら、マジックアイテム作り放題の「創造錬金術師」に覚醒しました　-魔王のお抱え錬金術師として、領土を文明大国に進化させます-』であったが、書籍化に合わせ現題名へ改題された。
メディアミックスとして、ウェブコミック配信サイト『ヤングエースUP』（KADOKAWA）で姫乃タカによるコミカライズが2021年6月より連載されている。

## あらすじ
強さを至上とする帝国の公爵家に生まれたトールは、錬金術スキルしか持たないことから冷遇され、家を出て働いていた。ある日呼び戻されたトールに告げられたのは、魔王領へ使者という名目の生贄として送られることだった。
魔王領に住む多様な種族の人々は、帝国で考えられていたような凶悪な存在ではなく穏やかで理性的だった。さらに魔王領に満ちる闇の魔力を受けたことで、トールの錬金術がより強力な「創造錬金術」に変化する。魔王の客人として迎えられ、錬金術師として働き始めたトールはかつての勇者が残したとされる「通販カタログ」を参考に、宣伝文句通りのアイテムを次々に製作。トールの行動と発明品は魔王領のあり方をも変えていくこととなる。

## 登場人物

### 主要人物
トール
本作の主人公。ドルガリア帝国のリーガス公爵家に長男として生まれるが、戦闘向きのスキルを持たないことから軽視・冷遇され、13歳の時に家を出て平民扱いで役所の文官として働きつつ、錬金術を活かせる仕事も行っていた。それから4年後に呼び戻され、北の魔王領への使者を命じられるが実態は生贄としての扱いだった。魔王領に到着した後、強い闇の魔力を取り込み基本六属性を網羅したことで錬金術スキルが創造錬金術（オーバーアルケミー）スキルに進化し、付随して素材錬成、属性付与、鑑定把握のスキルも習得した。厚遇してくれる魔王たちに感謝し、魔王領のために働く。倉庫でかつて勇者が残していき、異世界語で書かれていたために誰も読めなかった「通販カタログ」を発見し、鑑定把握スキルで読む。誇大広告気味な宣伝文句をさらに拡大解釈し、これが勇者が強かった原因だと勘違いして、拡大解釈と勘違いを創造錬金術を駆使して再現し、桁違いな性能のマジックアイテムを生み出していく。
魔王領に到着した当初はリーガス姓を名乗っていたが、公爵家による陰謀が発覚した際に家名を捨てることを宣言。役所勤め時代にも使っていた母方の家名であるカナン姓を名乗る。
錬金術で解決できそうな問題のことを考えたり、マジックアイテム製作にかかり出すと没頭して周囲が見えなくなる傾向を強く持つ。
メイベル・リフレイン
ハーフエルフの少女で人間を祖母に持つ。トールを魔王領国境で出迎えた際の責任者であり、後に彼のメイドとなる。母の形見であるペンダントを失われていた魔力とともに修復され、さらに魔力の循環が悪いため魔法を使えず冷え性に悩む体質を発明品で改善してもらったことから、トールに多大な信頼と好意を寄せる。魔王ルキエとは幼馴染。
ルキエ・エヴァーガルド
声 - 楠木ともり
上級魔族であり現魔王。実際は小柄な少女であるが、国内外に威厳を示すためにケルヴ宰相の助言により普段は認識阻害効果のある仮面とローブを装着している。トールの発明品が原因で素顔を晒すことになったが、トールからかえって称賛され、加えて自身の帝国での仕打ちを打ち明けられたことから、全幅の信頼を寄せる。トールを異性として強く意識するようになる。
アグニス・フレイザッド
ライゼンガ将軍の一人娘。火炎巨人（イフリート）の血を引く一族にあって特にその血が強く、炎の力をまだ制御しきれず緊張や興奮で発火してしまうことに悩む。普通の服が着られないため火炎耐性のある金属鎧を常に着用し、暴発する炎を無理やり抑え込んでいた。トールから魔力を変換するペンダントを贈られ、強すぎる火の魔力を別属性の魔力に変えることで発火を抑制可能になり、また感情が高ぶるほど身体能力が強化されるようになった。以降トールには「原初の炎の名にかけて」（≒終生心身を捧げて）仕えたいと誓う。メイベルとは昔の遊び友達で、火傷をさせたことで疎遠になっていたが再び親しくなる。「……なので」という口調で話す。

### 魔王領
ケルヴ
魔王領の宰相。ルキエを常に補佐する。トールにも好意的だが、彼の発想や発明品の突飛さに困惑することが増え、柱に頭を打ち付ける癖がついてしまった。
ライゼンガ・フレイザッド
魔王領の将軍。火炎巨人の血を引く一族で「火炎将軍」の異名を持つ。強さを重んじる武闘派の巨漢で、表向きは魔王ルキエの穏健方針に従いつつも疑問を持っていた。トールに対しては当初戦闘力がないと見下していたが、溺愛する娘アグニスの悩みを解消したことから大いに気に入り、婿にしたいと思うほどになる。同時にトールを評価するルキエに絶対的忠誠を誓う。
ルネ、ソレーユ
ライゼンガ領の西の森に住む羽妖精（ピクシー）の姉妹。姉のルネは闇属性を持つため魔王への応接役に選ばれ、同時に妹ソレーユの治療を求めてトールの前に現れる。ソレーユは光属性を持つが魔力が強すぎるため体調を崩していた。トールの発明品で改善され、帝国の光属性攻撃に対抗するアイテム研究に協力する。
他に地・水・火・風の各属性を持つ羽妖精が存在。前述の治療や新しい服（魔力の溶け込んだ魔織布製で飛行に適する）のこともあり、種族ぐるみでトールに心酔するようになる。

### ドルカリア帝国
バルガ・リーガス
帝国の公爵でトールの父。戦闘スキルを持たないトールを出来損ないと軽視し、生贄として魔王領に送り込んだ。後に魔王領に対する裏取引が失敗したことで伯爵に降格され、なおもトールを利用しようと陰謀を持ちかけるが協力されるはずもなく、完全に絶縁される。

## 用語
ドルガリア帝国
トールの出身国。作中では主に「帝国」と記される。歴史的経緯から極度の戦闘力至上主義となっており、戦闘スキル（および攻撃魔術）を持たない者は侮蔑され、非戦闘職である文官は社会的身分が低い。軍事以外への関心は希薄で、建物の修繕などはろくにされていない。魔王領とは森を隔てて南北に隣接しており、数十年に一度魔王領へ生贄を差し出している。
魔王領
魔族と亜人が暮らす国。帝国の北に位置する。数百年前、領地拡大を巡る小競り合いを発端とする戦争で人間に敗北し、その時の反省と将来人間に滅ぼされる事態にならぬように、人間を客人として招き入れ、技術や知識を学び取り入れるという方針を採っている。人間（帝国）からは混沌などといったイメージと恐怖を抱かれているが、実際は帝国よりもずっと穏やかである。
魔力属性
基本は地・水・火・風・光・闇の6属性。魔術との関連はもとより、気や五行のような性質も併せ持っており、マジックアイテムの構造・機能や冷え性などの健康にも関わる。空気のように存在しているが、人間の国（帝国）は光属性が濃くて闇属性が薄く、魔王領は光属性が薄く闇属性が濃い。常に体に取り込まれているが、各属性の強弱や親和性には種族・個人差がある。
錬金術
物質の精製・合成・加工が行えるスキル。素材を組み合わせることで新たな素材やアイテムを作り出すことができ、鑑定能力も持つ。属性が付加されている特殊な剣である魔法剣の修復に必要なスキルであるが、高度な技術も要する。
創造錬金術（オーバーアルケミー）
基本6属性の魔力を受け入れられる者のみが覚醒する錬金術の最高位スキル。魔力から物質を生み出す「素材錬成」、対象の物質に好きな属性を付加できる「属性付加」、対象のアイテムの属性・素材・効果を鑑定し、データとして記録する「鑑定把握」を内包する。
勇者
魔王領と人間との戦争において、人間が召喚した異世界人。魔王領が人間に敗北した主な原因である。怖いくらいに最強を目指していたといい、強力なスキルを使いこなし、率先して戦ってレベルを上げていった。魔王を倒した後は満足して元居た世界に帰って行ったというが、時間や距離の単位から帝国と魔王領の思想・施政方針まで様々な影響を残している。自慢する癖があった模様で、通販カタログなど自分の世界の本を渡したりしていた。
通販カタログ
先々代魔王（ルキエの祖父）が収集していた物品の中にあった本。異世界の言語で書かれているが、トールは創造錬金術の鑑定把握で読むことができる。おおまかな形や使用目的、機能は判るものの、動作原理を知ることはできない。また、誇大広告気味に書かれている。異世界の科学技術に関する知識を持たないトールは、カタログに書かれた内容を魔術で再現しようとするが、魔術的性質に強大な力を誇った勇者へのイメージと製品への解釈の拡大が混ざり、総じて規格外のマジックアイテムが出来上がることになる。

## 既刊一覧

### 小説
- 千月さかき（著）・かぼちゃ（イラスト） 『創造錬金術師は自由を謳歌する 故郷を追放されたら、魔王のお膝元で超絶効果のマジックアイテム作り放題になりました』 KADOKAWA〈カドカワBOOKS〉、既刊5巻（2022年12月現在）
  1. 2021年5月8日発売[6]、ISBN 978-4-04-074037-9
  2. 2021年9月10日発売[7]、ISBN 978-4-04-074226-7
  3. 2022年2月10日発売[8]、ISBN 978-4-04-074408-7
  4. 2022年7月8日発売[9]、ISBN 978-4-04-074586-2
  5. 2022年12月9日発売[10]、ISBN 978-4-04-074790-3

### 漫画
- 姫乃タカ（漫画）・千月さかき（原作）・かぼちゃ（キャラクタ―原案） 『創造錬金術師は自由を謳歌する 故郷を追放されたら、魔王のお膝元で超絶効果のマジックアイテム作り放題になりました』 KADOKAWA〈角川コミックス・エース〉、既刊6巻（2025年8月7日現在）
  1. 2022年3月10日発売[11][12]、ISBN 978-4-04-112184-9
  2. 2022年11月10日発売[13]、ISBN 978-4-04-112621-9
  3. 2023年6月9日発売[14]、ISBN 978-4-04-113624-9
  4. 2024年2月9日発売[15]、ISBN 978-4-04-114344-5
  5. 2024年10月10日発売[16]、ISBN 978-4-04-115267-6
  6. 2025年8月7日発売[17]、ISBN 978-4-04-115934-7